# Novaki (żupania varażdińska)
Novaki – wieś w Chorwacji, w żupanii varażdińskiej, w gminie Maruševec. W 2011 roku liczyła 533 mieszkańców.